# Heechterp & Schieringen
Heechterp & Schieringen is een wijk in het oosten van de stad Leeuwarden, in de Nederlandse provincie Friesland. Het heeft 3.675 inwoners. Met een oppervlakte van 159 hectare bevindt de wijk zich qua bevolkingsdichtheid flink boven het gemiddelde van Nederland.

## Achterstandswijk
De wijk met de buurten Heechterp, Schieringen en De Centrale heeft onder meer bekendheid verkregen door de vermelding op de lijst van de 40 wijken van Vogelaar. Lange tijd is het een achterstandswijk geweest, met bovengemiddelde criminaliteit, drugsoverlast en sociale en maatschappelijke problemen. In een poging van de gemeente hierin verandering aan te brengen is halverwege de jaren 90 een aantal van de verouderde flats waaruit het merendeel van het wijkdeel Heechterp was opgebouwd verwijderd en de overige flats gerenoveerd. In het hart van de wijk zijn tevens een aantal koopwoningen gebouwd hetgeen de wijk een aanzienlijk ander aanzicht heeft gegeven. Dit alles was al in werking gezet voordat de wijk geplaatst werd op de lijst van vogelaarwijken. Het NCRV-actualiteitenprogramma Altijd Wat volgde de wijk tussen 2012 en 2013 om te zien wat de bewoners zelf na dit project van oud-minister Ella Vogelaar aan verbeteringen hadden uitgevoerd.
Op de flats van Heechterp bevindt zich een zonne-energiecentrale die destijds doorging als een van Nederlands grootste.

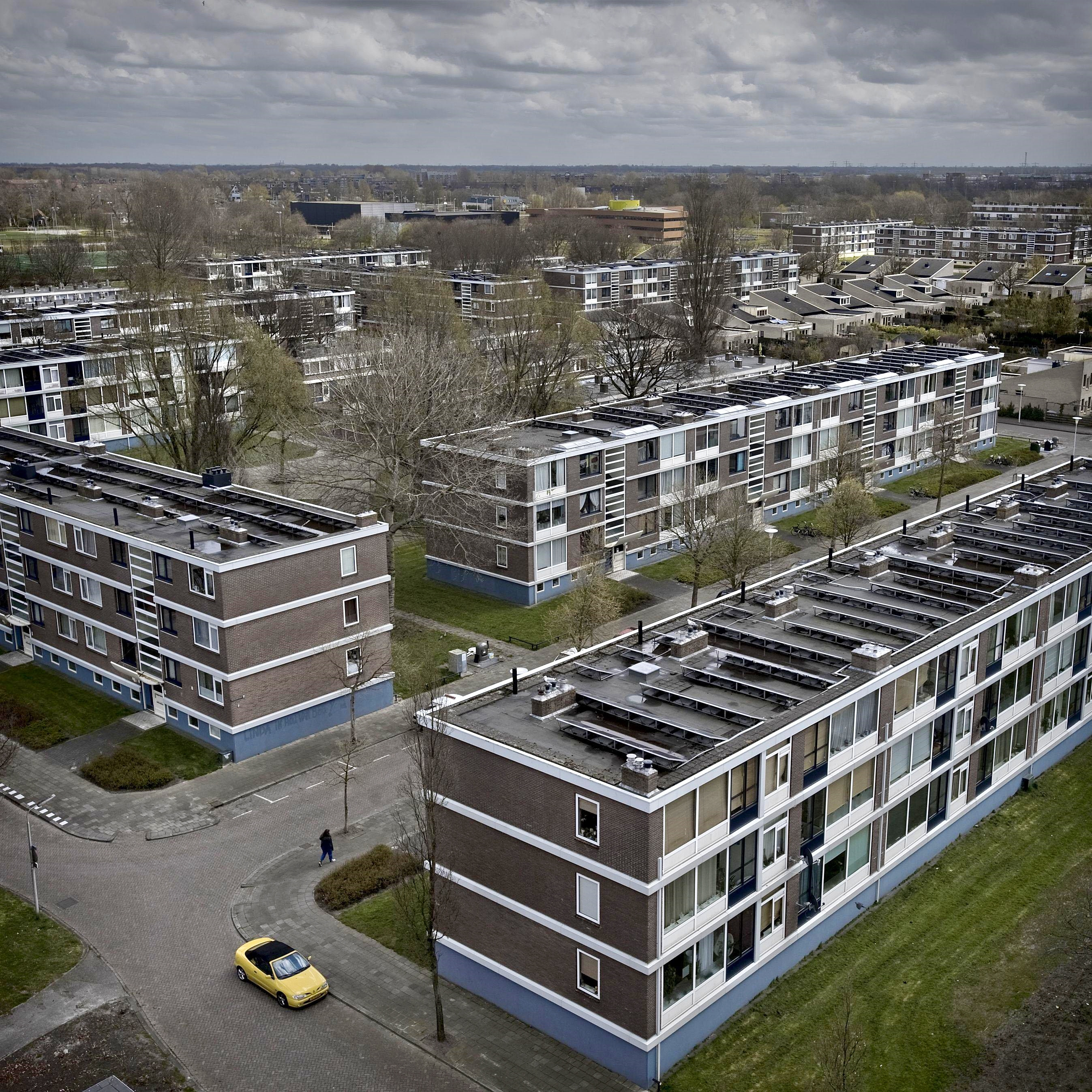
Flats in Heechterp & Schieringen

Wijken: Aldlân & De Hemrik · Bilgaard & Havankpark e.o. · Binnenstad · Camminghaburen e.o.  · De Zuidlanden · Heechterp & Schieringen · Hempens/Teerns & Zuiderburen · Huizum-West · Middelsee · Nijlân & De Zwette · Oud-Oost · Potmargezone ·  Sonnenborgh e.o.  · Vossepark & Helicon · Vrijheidswijk · Westeinde e.o.

Voormalige wijken: Aldlân · Bedrijventerrein-Oost · Bedrijventerrein West · Camminghaburen · De Zwette · Grote Wielen & De Groene Ster · Huizum-Oost · Oldegalileën & Bloemenbuurt · Oranjewijk & Tulpenburg · Schieringen & De Centrale · Vlietzone · Tjerk Hiddes & Cambuursterhoek · Transvaalwijk & Rengerspark · Valeriuskwartier & Magere Weide · Vogelwijk & Muziekwijk

Buurten: Achter de Hoven · Aldlân-Oost · Aldlân-West · Barrahûs · Bilgaard · Blitsaerd · Bloemenbuurt · Blokhuisplein · Boksumerhoeke · Bonifatius ·  Buitengebied De Zwette · Buitengebied Noordwest · Buitengebied West · Cambuur · Cambuursterpad · Camminghaburen-Midden · -Noord · -Zuid · De Centrale · De Groene Ster · De Klamp · De Fellingen · De Waag · De Werp · De Zuidlanden · De Zwette I Harlingervaart ·  De Zwette II Zwettehaven ·  De Zwette III Schenkenschans · De Zwette IV Businesspark · De Zwette V  Newton · De Zwette VI Deinumerpolder · EnergieCampus Sylsterrak · Gerard Dou · Grote Kerkbuurt · Grote Wielen · Harlingervaart Noord · Havankpark · Havenstêd ·  Heechterp · Helicon · Hemrik · Hoek · Hollanderwijk · Huizum-Badweg · -Bornia · -Dorp · -Sixma · Indische buurt · Jan van Scorelbuurt · Julianapark · Magere Weide · Molenpad · Nieuwestad · Nijlân · Oldegalileën · Oldehove · Oranjewijk · Rapenburg · Rengerspark · Schepenbuurt · Schieringen · Snakkerburen · Sonnenborgh · Stationskwartier · Techum · Transvaalwijk · Tulpenburg · Valeriuskwartier · Vierhuisterweg e.o. · Vogelwijk · Vossepark · Welgelegen · Westeinde · Wetterstêd · Wiarda · Wielenpôlle · Zaailand · Zamenhofpark · Zeeheldenbuurt · Zuiderburen